# Saison 1 de Batman
Chronologie
Saison 2
Cet article présente les treize épisodes de la saison 1 de la série télévisée d'animation Batman.

## Distribution

### Acteurs principaux (Version originale)
- Rino Romano : Voix originale de Bruce Wayne / Batman
- Alastair Duncan : Voix originale d'Alfred Pennyworth
- Steve Harris : Voix originale du détective Ethan Bennett / Clayface
- Ming-Na Wen : Voix originale du détective Ellen Yin
- Edward James Olmos (épisodes 1 à 11) puis Jesse Corti (épisodes 12 et 13) : Voix originale du chef Angel Rojas

### Acteurs principaux (Version française)
- Adrien Antoine : Voix française de Bruce Wayne / Batman
- Jacques Ciron : Voix française d'Alfred Pennyworth
- Barbara Beretta : Voix française du détective Ellen Yin
- Gilles Morvan : Voix française du détective Ethan Bennett / Clayface
- Thierry Murzeau : Voix française du chef Angel Rojas

## Diffusion en France
- La saison a été diffusée du 11 septembre au 4 décembre 2005 sur France 3.

## Les méchants de la première saison
Les vilains apparaissant dans cette saison sont :
- Le Joker (4 épisodes)
- Bane (1 épisode)
- Le Pingouin (2 épisodes)
- Man-bat (1 épisode)
- Mister Freeze (1 épisode)
- Catwoman (1 épisode)
- Firefly (1 épisode)
- Le Maître des indices (1 épisode)
- Scarface (1 épisode)
- Clayface (1 épisode)

## Épisodes

### Épisode 1:Une chauve-souris dans le clocher
- États-Unis : 11 septembre 2004 sur Kids' WB
- France : 11 septembre 2005 sur France 3

- Kevin Michael Richardson (Voix originale du Joker)
- Miguel Sandoval (Voix originale de l'homme de main)

### Épisode 2:Combat de titans
- États-Unis : 25 septembre 2004 sur Kids' WB
- France : 18 septembre 2005 sur France 3

- Joaquim de Almeida (Voix originale de Bane)
- Michael Bell (Voix originale du chef de gang # 2)
- Joe Lala (Voix originale du chef de gang #1 et #3)

### Épisode 3:Le Blason des Cobblepot
- États-Unis : 18 septembre 2004 sur Kids' WB
- France : 25 septembre 2005 sur France 3

- Tom Kenny (Voix originale du Pingouin)
- Grey DeLisle (Voix originale d'Amanda / Madame Vintrup)

### Épisode 4:Batman contre Man-bat
- États-Unis : 30 octobre 2004 sur Kids' WB
- France : 2 octobre 2005 sur France 3

- Peter MacNicol (Voix originale du Docteur Kirk Langstrom)
- Alyson Stoner (Voix originale de Connie)

### Épisode 5:Le Grand Frisson
- États-Unis : 6 novembre 2004 sur Kids' WB
- France : 9 octobre 2005 sur France 3

- Clancy Brown (Voix originale de Victor Fries / Mister freeze)
- Cathy Cavadini (Voix originale de la femme / Star / Reporter)
- Carlos Alazraqui (Voix originale du vieil homme)

### Épisode 6:Le Chat et la Chauve-souris
- États-Unis : 2 octobre 2004 sur Kids' WB
- France : 16 octobre 2005 sur France 3

- Gina Gershon (Voix originale de Selina Kyle / Catwoman)
- Keone Young (Voix originale de Hideo Katsu)
- Neil Ross (Voix originale de Robinson Sprang)

### Épisode 7:Tout feu tout flamme
- États-Unis : 13 novembre 2004 sur Kids' WB
- France : 23 octobre 2005 sur France 3

- Jason Marsden (Voix originale de Firefly)

### Épisode 8:Question piège
- États-Unis : 20 novembre 2004 sur Kids' WB
- France : 30 octobre 2005 sur France 3

- Glenn Shadix (Voix originale d'Arthur Brown / Le Maître des indices)
- Udo Kier (Voix originale de Herbert Ziegler)
- Fred Willard (Voix originale de Ross Darren)
- Kath Soucie (Voix originale de Yelena Klimanov / Artie jeune)
- Edie McClurg (Voix originale de Madame Brown)

### Épisode 9:La Marionnette
- États-Unis : 27 novembre 2004 sur Kids' WB
- France : 6 novembre 2005 sur France 3

- Dan Castellaneta (Voix originale d'Arnold Wesker / Scarface)
- John DiMaggio (Voix originale de Rhino / Mugsy)
- Jennifer Hale (Voix originale de Becky)

### Épisode 10:Le Jeu de cartes
- États-Unis : 5 février 2005 sur Kids' WB
- France : 13 novembre 2005 sur France 3

- Kevin Michael Richardson (Voix originale du Joker / Juge Wigzell)
- Henry Gibson (Voix originale de Bagley)

### Épisode 11:Les Oiseaux de Proie
- États-Unis : 12 février 2005 sur Kids' WB
- France : 20 novembre 2005 sur France 3

- Tom Kenny (Voix originale du Pingouin)
- Kath Soucie (Voix originale de Mel Bramwell)

### Épisode 12:La Face caoutchouteuse de la comédie
- États-Unis : 30 avril 2005 sur Kids' WB
- France : 27 novembre 2005 sur France 3

- Kevin Michael Richardson (Voix originale du Joker)

### Épisode 13:La Face d'argile de la tragédie
- États-Unis : 7 mai 2005 sur Kids' WB
- France : 4 décembre 2005 sur France 3

- Kevin Michael Richardson (Voix originale du Joker)